# Blanca Varela
Blanca Leonor Varela Gonzáles (Lima, Peru, 10 de agosto de 1926 - 12 de março de 2009) foi uma poetisa peruana que publicou obras inscritas no Movimento Surrealista e na chamada Geração de 50 da poesia peruana. Segundo várias fontes facilmente encontráveis, Blanca Varela pode ser considerada uma das vozes mais significativas da lírica hispano-americana no século XX. 

## Obra Poética
- Ese puerto existe (1959)
- Luz de día (1963)
- Valses y otras falsas confesiones (1972)
- Canto Villano (Poesía reunida 1949-1994)
- Ejercicios materiales (1993)
- El libro de barro (1993).[3]